# China Steel
China Steel Corporation (CSC; kinesisk: 中國鋼鐵股份有限公司; pinyin: Zhōngguó Gāngtiě Gǔfèn Yǒuxiàn Gōngsī)(TWSE: 2002 ) er Taiwans største stålproducent. Virksomhedens primære stålmølle er lokaliseret i Siaogang i Kaohsiung. Virksomheden og dens søsterselskaber er en del af CSC Group. Omsætningen var på 177,7 mia. TWD (2006) og der var i alt 9.071 medarbejdere (2006).
Ifølge International Iron and Steel Institute (IISI) er China Steel blandt verdens 25 største stålproducenter (2006).

## Historie
China Steel blev planlagt og organiseret i 1960'erne og virksomheden blev officielt etableret den 3. december 1971. 1. november 1974 begyndte CSC de første byggerier. Hovedkontoret blev lokaliseret i Taipei mellem 1971 og 1975, men blev 15. september 1975 flyttet til Kaohsiung.
Den første højovn blev tændt 27. juni 1977. Første etape af stålmøllen stod færdig få måneder senere. Anden og tredje etape stod færdige i 1982 og 1988. I dag driver virksomheden fire højovne.
CSC begyndte som et ikke-statsligt selskab, men det blev statsejet 1. juli 1977 og sidenhen privatiseret 12. april 1995. Taiwans styre ejer stadig en stor del aktier i selskabet.